# Российские космические системы
Акционерное общество «Российская корпорация ракетно-космического приборостроения и информационных систем» (сокр. АО «Российские космические системы», РКС — российское предприятие ракетно-космической отрасли, созданное на базе ФГУП «Российский научно-исследовательский институт космического приборостроения» (ФГУП «РНИИ КП»).
Штаб-квартира расположена в Москве.
РКС входит в Госкорпорацию «Роскосмос» и специализируется на разработке, изготовлении, и эксплуатации космических информационных систем. Основные направления деятельности — создание, развитие и целевое использование глобальной навигационной спутниковой системы ГЛОНАСС, космические системы поиска и спасания, гидрометеорологического обеспечения, радиотехнического обеспечения научных исследований космического пространства, наземные пункты приема и обработки информации дистанционного зондирования Земли.
В 2022 году, из-за вторжения России на Украину, предприятие было включено в санкционные списки Евросоюза, США и других стран.

## Основные направления
АО «Российские космические системы» специализируется на разработке, изготовлении, авторском сопровождении и эксплуатации космических информационных систем.
Основными направлениями деятельности РКС являются:
- создание, развитие и целевое использование глобальной навигационной системы ГЛОНАСС;
- космические системы поиска и спасания, геодезии, гидрометеорологического обеспечения, связи и ретрансляции, дистанционного зондирования планет и других космических объектов, радиотехнического обеспечения научных исследований космического пространства;
- бортовые приборы и комплексы космических аппаратов специального и гражданского назначения;
- наземные пункты приёма и обработки информации дистанционного зондирования Земли, автоматизированные комплексы управления космическими аппаратами, ракетами-носителями и разгонными блоками;
- полигонные измерительные комплексы;
- автоматизированные системы управления, измерения, мониторинга ресурсов и объектов.

## История
Постановлением Совета Министров СССР № 1017—419 от 13.05.1946 на базе завода № 1 НКО СССР был создан Научно-исследовательский институт 885 (НИИ-885) — одно из первых предприятий ракетно-космической отрасли в Советском Союзе. О важности разработок, которые осуществлял НИИ-885, свидетельствует тот факт, что из шести человек, входивших в созданный С. П. Королёвым Совет главных конструкторов, двое представляли НИИ-885 — главный конструктор автономных систем управления, главный инженер института Николай Алексеевич Пилюгин и главный конструктор радиосистем управления, директор института Михаил Сергеевич Рязанский.
НИИ-885 были разработаны системы управления стратегической ракетой Р-5 (1956 год) и межконтинентальной баллистической ракетой Р-7 (1957 год). После запуска первого в мире искусственного спутника Земли Спутник-1 институт активно участвовал в выполнении правительственных программ освоения космического пространства
НИИ-885 являлся головным исполнителем по созданию системы управления ракеты-носителя «Восток». По указанию Н.А.Пилюгина, на предприятии были разработаны особые требования к аппаратуре и введён тройной контроль (ОТК, автором-разработчиком и представителем заказчика) всех приборов, входивших в систему управления.
За выдающиеся заслуги в развитии ракетной техники, а также в создании и запуске первого в мире космического корабля «Восток», успешное выполнение специального задания Правительства по созданию образцов ракетной техники, космического корабля-спутника «Восток» сотрудники НИИ-885 награждены многочисленными орденами  и медалями – орденами Ленина, орденами Трудового Красного знамени, орденами Знака Почета, медалями Серп и Молот, за Трудовую Доблесть и другими наградами.
Летом 1963 года правительственным решением на базе НИИ-885, СКБ-567 и НИИ-944 были созданы два института: НИИП и НИИ АП.  К НИИП перешли все разработки в области телеметрии и космоса, которые выполнялись с СКБ-547.
В дальнейшем название института неоднократно менялось: Научно-исследовательский институт специальной техники (НИИ СТ), предприятие п/я 2427, предприятие п/я Г-4149.
Приказом № 024 НИИ-885 от 25.06.1966 переименован в Научно-исследовательский институт приборостроения (НИИП),
За высокие достижения в создании ракетно-космической техники институт был награждён орденом Ленина и тремя орденами Трудового Красного Знамени.
11.12.1991 переименован в Российский научно-исследовательский институт космического приборостроения (РНИИ КП). 

13.04.1998 переименован в ФГУП Российский научно-исследовательский институт космического приборостроения (ФГУП «РНИИ КП»).
АО «Российские космические системы» было организовано путём преобразования из «Российский научно-исследовательский институт космического приборостроения».
ФГУП «РНИИ КП» было реорганизовано 23.10.2009, путём преобразования в открытое акционерное общество «Российская корпорация ракетно-космического приборостроения и информационных систем» (ОАО «Российские космические системы»). «Российские космические системы» стало головной организацией интегрированной структуры, в состав которой вошли:
«Научно-исследовательский институт точных приборов» (г. Москва), 
«Научно-исследовательский институт физических измерений» (г. Пенза), 
«Научно-производственное объединение измерительной техники» (г. Королёв, Московская область), 
«Научно-исследовательский институт космического приборостроения» (г. Москва), 
«Научно-производственная организация „Орион“» (г. Краснознаменск, Московская область), 
«Особое конструкторское бюро Московского энергетического института» (г. Москва).

### Текущая деятельность
«Российские космические системы» РКС является головной организацией в России по системе ГЛОНАСС, а также многим другим системам.
В январе 2015 года стало известно, что в рамках системной реформы ракетно-космической промышленности «Российские космические системы» выступят интегратором объединения предприятий отрасли космического приборостроения. Планируется, что в объединение предприятий приборостроения для космической отрасли войдут компании, разрабатывающие и производящие бортовое оборудование для космических аппаратов и космических систем различного назначения: НПО ИТ, НИИФИ, ОКБ МЭИ, НИИ ТП, НПО «Орион» и другие. Созданный в феврале Совет руководителей предприятий космического приборостроения при «Российских космических системах» займется управлением отраслью в переходный период.
В июле 2015 РКС приступили к созданию Национальной спутниковой сети высокоточного позиционирования, реализация этого проекта обеспечит дециметровую и сантиметровую точность определения координат объектов в режиме реального времени. В 2021 году на авиасалоне МАКС было объявлено о достижении этих результатов.
В 2021 году РКС завершили формирование наземной инфраструктуры высокоточного комплекса широкозонного функционального дополнения ГЛОНАСС на базе развития системы дифференциальных коррекций и мониторинга (СДКМ). В России действуют 46 унифицированных станций сбора измерений (из них 18 – на объектах филиалов ПАО «Ростелеком»), ещё четыре построены в странах СНГ и три – в Антарктиде. Комплекс востребован в областях, требующих позиционирования объектов с прецизионной точностью, – при аэрофотосъемке, землеустроительных и геодезических работах.
РКС разрабатывают и производят высокотехнологичную целевую аппаратуру для навигационных спутников и спутников ДЗЗ. В феврале 2021 года ракета «Союз-2.1б» вывела на орбиту метеоспутник «Арктика-М» с аппаратурой РКС, и появилась возможность контролировать изменения воздушных масс в арктических широтах с орбиты, наблюдать в онлайн-режиме погоду на Северном морском пути.
В РКС создан Центр микроэлектроники, который может обеспечить предприятия холдинга и отрасли современными микросхемами, микросборками, гибридными схемами.
Для нацпроекта «Цифровая экономика» проекта «Цифровая Земля» РКС разрабатывают подсистему искусственного интеллекта – нейросети для обработки снимков из космоса. В 2020 году по снимкам с российских и зарубежных спутников нейросеть научили в автоматическом и автоматизированном режимах выявлять свалки, нарушенные земли, вести оценку лесных массивов, выявлять постройки.
В 2024 году холдинг РКС продолжал модернизацию производственных мощностей и ввел в эксплуатацию новое современное механообрабатывающее оборудование на «Ярославском радиозаводе» и Заводе ракетно-космического приборостроения. Обновление технических средств производства – один из этапов в череде масштабных изменений, реализуемых компанией для обеспечения потокового выпуска аппаратуры космического назначения.

## Организационная структура
Холдинг «Российские космические системы» объединяет ключевые предприятия космического приборостроения и информационных систем России:
- АО «Научно-исследовательский институт точных приборов»
- АО «Научно-исследовательский институт физических измерений»
- АО «Научно-производственное объединение измерительной техники»
- АО «Научно-производственная организация „Орион“»
- АО «Особое конструкторское бюро Московского энергетического института»
- АО «Ярославский радиозавод»
- АО «Научно-производственное предприятие «Квант»
- АО «Научно-производственное предприятие «Геофизика-Космос»
- АО «ТЕРРА ТЕХ»
- ООО «Космические коммуникации» («КосКом»)
- ООО «Национальная сеть высокоточного спутникового позиционирования» (ООО «НСВП»)
- ООО «Азмерит»

В феврале 2015 г. «Российские космические системы» объявили об увеличении уставного капитала путём размещения дополнительного выпуска акций на 5,964 млрд рублей. Допэмиссия осуществлена в интересах ОРКК и РФ в лице Росимущества, в частности, для последующего увеличения пакетов акций в дочерних предприятиях. По планам компании, оплата акций «Российских космических систем» должна быть проведена акциями дочерних и зависимых обществ РКС, которые в соответствии с указом президента РФ «О системе управления ракетно-космической отраслью» № 874 от 2 декабря 2013 года были внесены в уставной капитал ОРКК. В результате «Российские космические системы» должны значительно нарастить собственные пакеты акций дочерних компаний до контрольных.
В феврале 2021 года Набсовет «Роскосмоса» одобрил программу стратегических преобразований предприятий космического приборостроения и решение по формированию профильного холдинга на основе АО «Российские космические системы». В состав новой структуры войдут компании, НИИ, КБ и сборочные производства, нацеленные на обеспечение полной импортонезависимости российской ракетно-космической промышленности в вопросах поставок продукции микрорадиоэлектроники космического назначения и приборостроения.
В марте 2022 года АО «Российские космические системы» приобрело контрольный пакет акций АО «Ярославский радиозавод». Сделка позволила холдингу РКС нарастить производственные мощности для серийного выпуска расширяемой номенклатуры изделий космического назначения. Дальнейшее развитие АО «Ярославский радиозавод» как производственной площадки холдинга по выпуску аппаратуры космического назначения осуществляется в рамках Программы стратегических преобразований предприятий космического приборостроения.

## Критика
В декабре 2014 года общественная организация «Архнадзор» обратилась к мэру Москвы с призывом спасти от разрушения дом Анны Монс — единственный сохранившийся образец застройки Немецкой слободы петровского времени. По сведениям защитников культурного наследия, в результате бездействия пользователя здания — ОАО «Российские космические системы» — памятник архитектуры «не реставрируется, не используется, ветшает и разрушается, его не могут посещать туристы».
28 января 2015 года Замоскворецкий районный суд города Москвы приговорил «РКС» к штрафу в размере 200 тыс. рублей за невыполнение работ, предусмотренных охранным обязательством пользователя объекта культурного наследия. В конце 2016 года РКС передали здание в ведение Агентства по управлению и использованию памятников истории и культуры при Минкультуры РФ (АУИПИК).

## Руководители
- С 1946 по 1965 годы (с перерывом в 1951-1954 годах)[15] руководителем НИИ-885 был Михаил Сергеевич Рязанский, входивший в «великолепную шестёрку» Совета главных конструкторов, принимавшую решения по ракетной отрасли СССР.
- С 1965 по 2004 директор института — Леонид Иванович Гусев[16][17]
- С 2004 по декабрь 2012 — Юрий Урличич.
- С 19 декабря 2012 года — по 19 февраля 2013 года, временно исполняющий обязанности генерального директора Андрей Викторович Чимирис.
- С 20 февраля 2013 года по август 2014 — генеральный директор Геннадий Райкунов.
- С 27 августа 2014 года — генеральный директор Андрей Евгеньевич Тюлин[18].
- С октября 2022 года - генеральный директор Третьяков Георгий Александрович[19]
- С декабря 2022 года - генеральный директор Ерохин Геннадий Алексеевич.